# Halicyclops cryptus
Halicyclops cryptus – gatunek widłonoga z rodziny Halicyclopidae. Nazwa naukowa tych skorupiaków została opublikowana w 1979 roku przez ukraińskiego zoologa Władysława Monczenkę. 